# Charlottetown-Konferenz

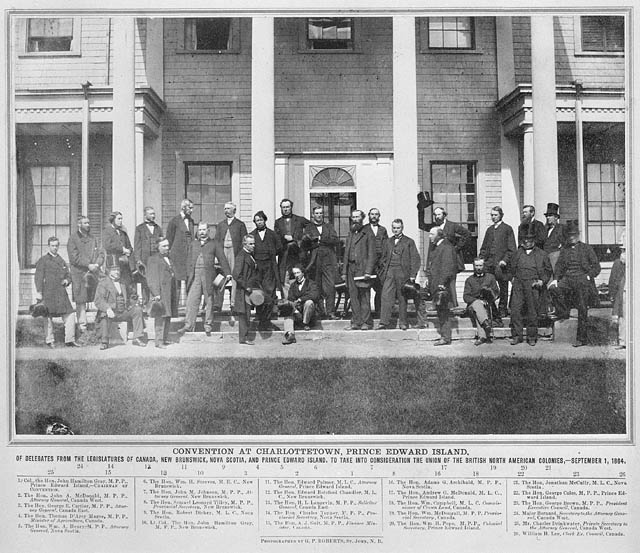
Die Delegierten der Charlottetown-Konferenz auf der Treppe des Government House

Die Charlottetown-Konferenz war eine internationale Konferenz, die vom 1. bis 8. September 1864 in Charlottetown, der Hauptstadt von Prince Edward Island, stattfand. Anwesend waren Vertreter verschiedener Kolonien in Britisch-Nordamerika, die erstmals den möglichen Zusammenschluss zu einer Kanadischen Konföderation berieten.
Die Konferenz von Charlottetown wurde zusammen mit der nachfolgenden Konferenz von Québec am 7. Juli 2020 zu einem „nationalen historischen Ereignis“ erklärt. Diese Würdigung der Konferenz erfolgte auf Vorschlag des Historic Sites and Monuments Board of Canada durch die kanadische Regierung, vertreten durch den zuständigen Minister (aktuell den Umweltminister).

## Vorgeschichte
Die Konferenz war ursprünglich lediglich als Treffen von Delegierten der Seekolonien (Nova Scotia, New Brunswick und Prince Edward Island) geplant. Da angenommen wurde, Neufundland habe kein Interesse an einem möglichen Zusammenschluss, waren von dort keine Delegierten eingeladen worden. Die Regierung des Vereinigten Königreichs unterstützte eine „Maritime Union“, da sie hoffte, die drei Kolonien würden dadurch weniger abhängig vom britischen Mutterland. Auch sollte die Region angesichts des gerade herrschenden Sezessionskriegs in den südlich angrenzenden Vereinigten Staaten wirtschaftlich und militärisch gestärkt werden.
Politiker aus einer anderen Kolonie, der Provinz Kanada (die heutigen Provinzen Ontario und Québec), erfuhren von der geplanten Konferenz. Sie baten darum, ebenfalls teilnehmen zu dürfen, um über einen noch weiter gehenden Zusammenschluss zu diskutieren. Im August 1864 bat auch Neufundland um eine Teilnahme, doch zu diesem Zeitpunkt war es bereits zu spät, um die Pläne noch ändern zu können. Zufälligerweise gastierte ein Zirkus in Charlottetown, für den die Bevölkerung weit mehr Interesse zeigte. So kam es, dass an der Pier an der Great George Street niemand arbeitete, als das Dampfschiff SS Victoria mit den Delegierten aus der Provinz Kanada eintraf. William Henry Pope, ein Vertreter der Insel, musste die Gäste allein empfangen und diese mit einem Ruderboot abholen. Die Delegierten der Provinz Kanada übernachteten auf dem Schiff, da die Unterkünfte in der Stadt vom Zirkus und den übrigen Konferenzteilnehmern belegt waren.

## Verhandlungen

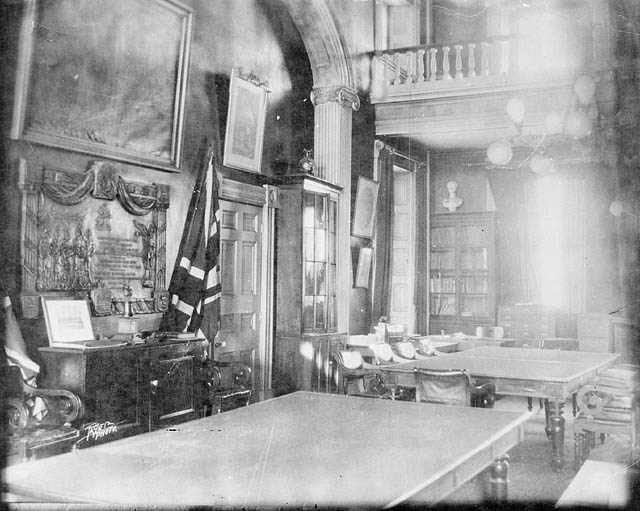
Der Verhandlungssaal der Konferenz

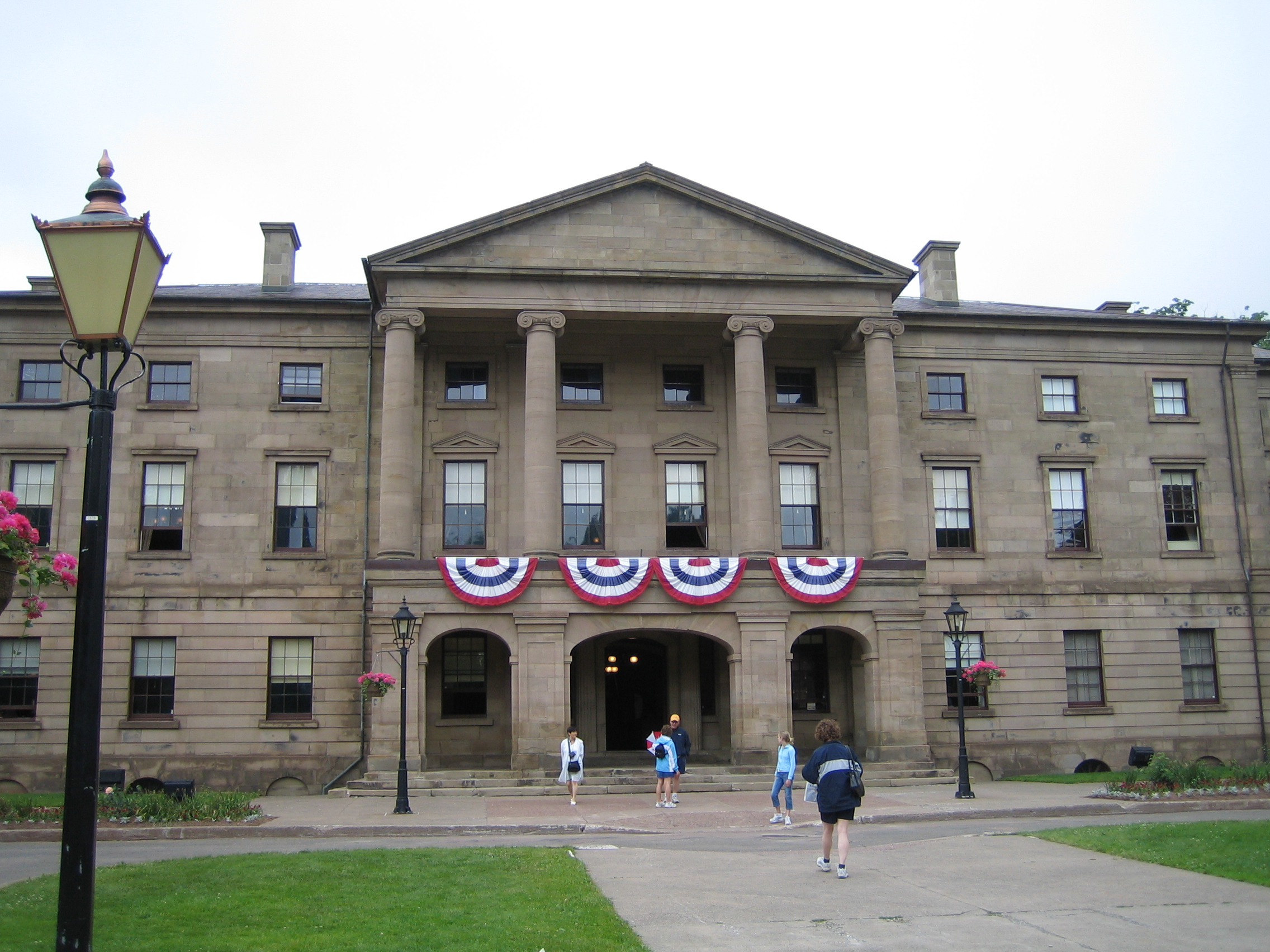
Province House, das Parlamentsgebäude in Charlottetown

Der größte Teil der Verhandlungen fand im Province House statt, dem Parlamentsgebäude der Kolonie Prince Edward Island. Zu einigen festlichen Anlässen trafen sich die Delegierten im Government House, dem Amtssitz des Gouverneurs.
Die Konferenz begann am Donnerstag, dem 1. September, mit einem Bankett für alle Delegierten. Tatsächlich fanden am Ende jedes Verhandlungstages Partys und Bankette statt (ausgenommen am Sonntag, dem 4. September, als keine Treffen vorgesehen waren). Die Delegierten der Provinz Kanada gaben klar den Ton an. Sie zerstreuten die Bedenken der Vertreter der Seeprovinzen und präsentierten ihr Vorhaben eines Zusammenschlusses, von dem alle profitieren würden.
Während der fünf ersten Verhandlungstage wurde ausschließlich über die Positionen der Provinz Kanada gesprochen. Die Delegierten der Seekolonien kamen erst am 6. und 7. September dazu, ihre eigenen Unionspläne genauer vorzustellen. Der Delegierte George Brown diskutierte während zwei Tagen über die Details der vorgeschlagenen Verfassung. Kanada sollte im Empire verbleiben, würde jedoch nicht von den Problemen betroffen sein, die in den Vereinigten Staaten zum Krieg geführt hatten.
Die Seekolonien waren schließlich davon überzeugt, dass eine Union zusammen mit der Provinz Kanada für sie von Vorteil wäre und dass dieser Zusammenschluss innerhalb weniger Jahre vollzogen werden könnte – wesentlich rascher als ursprünglich bei der Maritime Union geplant. Die Konferenz endete am Mittwoch, dem 7. September ohne konkrete Beschlüsse, doch die Delegierten einigten sich darauf, sich im Oktober in der Stadt Québec wieder zu treffen (→ Québec-Konferenz). Nach einem Ball am 8. September kehrten die Delegierten nach Hause zurück.

## Teilnehmer

### New Brunswick
- Edward Barron Chandler
- John Hamilton Gray
- John Mercer Johnson
- William Steeves
- Samuel Leonard Tilley

### Nova Scotia
- Adams George Archibald
- Robert B. Dickey
- William Alexander Henry
- Jonathan McCully
- Charles Tupper

### Prince Edward Island
- George Coles
- John Hamilton Gray
- Andrew Archibald Macdonald
- Edward Palmer
- William Henry Pope
- Edward Whelan

### Provinz Kanada
- George Brown
- Alexander Campbell
- George-Étienne Cartier
- Alexander Tilloch Galt
- Hector-Louis Langevin
- John Macdonald
- William McDougall
- Thomas D’Arcy McGee